# Backlash 2009
Backlash 2009 was een pay-per-viewevenement in het professioneel worstelen dat georganiseerd werd door World Wrestling Entertainment (WWE). Dit evenement was de tiende editie van Backlash en vond plaats in de Dunkin' Donuts Center in Providence (Rhode Island) op 26 april 2009.
De belangrijkste gebeurtenis was een Last Man Standing match voor het World Heavyweight Championship tussen de kampioen John Cena en Edge. Edge won de match en werd zo de nieuwe World Heavyweight Champion.

## Resultaten
| Nr.                                                                          | Match | Winnaar(s)             |
| ---------------------------------------------------------------------------- | --- | ---------------------- |
| -                                                                            | Dolph Ziggler vs. Kofi Kingston in een een-op-eenmatch                                                     | Kofi Kingston          |
| 1                                                                            | Jack Swagger (c) vs. Christian in een een-op-eenmatch voor het ECW Championship                            | Christian (nc)         |
| 2                                                                            | Chris Jericho vs. Ricky “The Dragon” Steamboat in een een-op-eenmatch                                      | Chris Jericho          |
| 3                                                                            | CM Punk vs. Kane in een een-op-eenmatch                                                                    | Kane                   |
| 4                                                                            | Matt Hardy vs. Jeff Hardy in een "I Quit" match                                                            | Jeff Hardy             |
| 5                                                                            | Triple H (c), Batista & Shane McMahon vs. The Legacy in een 6-man tag team match voor het WWE Championship | The Legacy; Orton (nc) |
| 6                                                                            | John Cena (c) vs. Edge in een Last Man Standing match voor het World Heavyweight Championship              | Edge (nc)              |
| (c) huidige kampioen voor en na de match \| (nc) nieuwe kampioen na de match | |                        |